# Isparta
Isparta è una città della Turchia occidentale, capitale della omonima provincia.
Nota per essere la città dei fiori, Isparta ha come attività produttiva principale quella della produzione dell'acqua di rose e della produzione di tappeti artigianali.

## Storia
Situata ai piedi del monte Akdağ, lungo la costa meridionale del bacino di Isparta, la città venne fondata probabilmente dai Greci provenienti dalla polis di Sparta. Non a caso essa è rimasta dimora di popolazione greche sino al 1920. Alcune fonti storiche la citano come sede di un vescovato durante il periodo del Concilio di Nicea. Conosciuta con il nome di Basin durante il dominio bizantino (nome datole dal celebre geografo dell'antichità Tolomeo), la città venne conquistata dai turchi selgiuchidi nel 1203 che la chiamarono con il suo attuale nome e la fecero sede del principato di Hamit intorno al XIV secolo.